# Шерстистые обезьяны
Шерстистые обезьяны, или лаготриксы (лат. Lagothrix) — род приматов из семейства паукообразных обезьян (Atelidae). В роде описано четыре вида, которые обитают в северных странах Южной Америки, а именно в Боливии, Бразилии, Колумбии, Эквадоре и Перу. Шерстистые обезьяны живут в верхних ярусах тропического леса, населяя туманные и влажные тропические леса.

## Виды
Названия приведены в соответствии с АИ
- Серая шерстистая обезьяна (Lagothrix cana)
- Колумбийская шерстистая обезьяна (Lagothrix  lugens)
- Бурая шерстистая обезьяна (Lagothrix lagotricha), или шерстистая обезьяна Гумбольдта[1], или золотистохвостая шерстистая обезьяна[1]
- Серебристая шерстистая обезьяна (Lagothrix poeppigii)